# Атаманське
Ата́манське — село в Україні, у Конотопському районі Сумської області. Населення становить 4 осіб. До 2017 орган місцевого самоврядування — Суховерхівська сільська рада.

## Географія
Село Атаманське розташоване на відстані 2 км від лівого берегу річки Біж. На відстані 1 км розташоване село Тимофіївка.
Поруч пролягає автомобільний шлях Т 2504.

## Історія
- Село постраждало внаслідок геноциду українського народу, проведеного урядом СССР 1932–1933 та 1946–1947 роках.
- 12 червня 2020 року, відповідно до розпорядження Кабінету Міністрів України № 723-р «Про визначення адміністративних центрів та затвердження територій територіальних громад Сумської області», село увійшло до складу Буринської міської громади[1].
- 19 липня 2020 року, в результаті адміністративно-територіальної реформи та ліквідації Буринського району, увійшло до складу новоутвореного Конотопського району[2].
- 8 серпня 2024 року, за рішення голови Сумської ОДА, вулицю Гагаріна перейменовано на Степову.

## Населення

### Мова
Розподіл населення за рідною мовою за даними :
| Мова            | Кількість | Відсоток |
| --------------- | --------- | -------- |
| Українська мова | 4         | 100%     |